# Billardiera fusiformis
Billardiera fusiformis là một loài thực vật có hoa trong họ Pittosporaceae. Loài này được Labill. mô tả khoa học đầu tiên năm 1805.